# سد انگوستورا (مکزیک)
سد انگوستورا (به اسپانیایی: Presa La Angostura) یک سد خاکی و نیروگاه برقابی در مکزیک است که در ونوستینو کرنزا، چیاپاس واقع شده‌است.